# Målaren Sellén
Målaren Sellén är en litterär figur i August Strindbergs roman Röda rummet. Sellén har sin förebild i konstnären Per Ekström.